# Manfreda rubescens
Manfreda rubescens är en sparrisväxtart som beskrevs av Joseph Nelson Rose. Manfreda rubescens ingår i släktet Manfreda och familjen sparrisväxter. Inga underarter finns listade i Catalogue of Life.